# Urskogsvedfluga
Urskogsvedfluga (Xylophagus kowarzi) är en tvåvingeart som först beskrevs av Pleske 1925.  Urskogsvedfluga ingår i släktet Xylophagus, och familjen vedflugor. Enligt den finländska rödlistan är arten nära hotad i Finland. Enligt den svenska rödlistan är arten nära hotad i Sverige. Arten förekommer i Svealand, Nedre Norrland och Övre Norrland. Artens livsmiljö är friska och lundartade naturmoar.